# Investimento estrangeiro na República Popular da China
O ambiente para investimentos estrangeiros na República Popular da China mudou rapidamente com duas décadas de reforma econômica (1979-1999). No início da década de 1980, a China restringiu os investimentos estrangeiros para operações comerciais que visavam a exportação e requereu que os investidores estrangeiros que queriam atuar na China fizessem parcerias comerciais em empreendimentos em conjunto com empresas chinesas. O Catálogo Industrial Encorajado definiu a quantidade permitida de investimentos estrangeiros em vários setores da indústria. Desde o início das reformas econômicas em 1979, os fluxos de entrada de capital estrangeiro vêm aumentando a cada ano. As empresas com investimentos estrangeiros representam 58 a 60% de todas as exportações e importações da China.
Desde o início da década de 1990, o governo permitiu a investidores estrangeiros a vender uma grande variedade de mercadorias no mercado doméstico, eliminou as restrições de tempo no estabelecimento de empreendimentos em conjunto, proveu algumas pontos de segurança contra a nacionalização, permitiu que parceiros estrangeiros poderiam se tornar líderes de empreendimentos em conjunto e permitiu o estabelecimento de empresas multinacionais. A China também concedeu vantagens tributárias para as empresas multinacionais, para negócios de risco contratuais e para outras empresas estrangeiras, que investiram em zonas econômicas selecionadas ou em projetos encorajados pelo governo, tais como o setor energético, de telecomunicações e de transportes.
A China também autorizou a abertura de filiais de bancos estrangeiros em Xangai e permitiu aos investidores buscarem ações especiais, chamadas de ações de lado "B", de certas empresas listadas nas bolsas de valores de Xangai e de Shenzhen. Porém, a venda destes lados "B" das empresas não dava direito de propriedade de tais empresas para os investidores estrangeiros. Em 1997, a China aprovou 21.406 projetos de investimento estrangeiro e recebeu mais de 45 bilhões de dólares em investimentos estrangeiros diretos. O país revisou significativamente as suas leis sobre as multinacionais e sobre igualdade estrangeira em 2000 e em 2001, facilitando o desempenho das exportações e diminuindo as restrições comerciais estrangeiras dentro da economia local.
O investimento estrangeiro continua sendo uma parte importante da rápida expansão chinesa no comércio mundial, e também é um grande fator no crescimento dos empregos, principalmente nas áreas urbanizadas. Em 1998, as empresas chinesas com investimentos estrangeiros representaram 40% das exportações da China, e as reservas de capital estrangeiro da China totalizaram cerca de 145 bilhões de dólares. Atualmente, as empresas com investimentos estrangeiros representam mais da metade das exportações totais da China, e o país continua a atrair grandes quantidades de entrada de investimento. No entanto, a ênfase do governo chinês em guiar os investimentos estrangeiros diretos para o setor de fabricação levou à saturação do mercado em alguns setores industriais enquanto que o setor de serviços da China ainda continuou subdesenvolvido. De 1993 a 2001, a China foi o segundo maior receptor de investimentos estrangeiros, ficando apenas atrás dos Estados Unidos. A China recebeu 39 bilhões de dólares em investimentos estrangeiros diretos em 1999, e 41 bilhões de dólares no ano seguinte. Em 2006, a China recebeu 69,47 bilhões de dólares em investimentos estrangeiros diretos, e é atualmente um dos maiores países receptores de investimentos estrangeiros diretos do mundo.
As reservas de capital estrangeiro alcançaram 155 bilhões de dólares em 1999 e 165 bilhões no ano seguinte. Em 2005, estas reservas somavam 819 bilhões, e chegaram a marca de um trilhão em 2006. Em 2008, estas reservas dobraram novamente, chegando perto da marca de 2 trilhões de dólares, 13 vezes mais do que registrado em 1999. Além disso, durante o final de setembro de 2008, a China ultrapassou o Japão e tornou-se o segundo maior país recipiente de seguros do tesouro nacional americano, com 585 bilhões de dólares depositados. Ainda em 2008, a China também ultrapassou o Japão e tornou-se o país com a maior reserva de capital estrangeiro. Como parte da adesão à Organização Mundial do Comércio, a China começou a eliminar certas medidas de investimento comercial e começou a abrir setores específicos que eram anteriormente fechados para o investimento estrangeiro. Porém, as maiores barreiras aos investimentos estrangeiros continuam sendo a atuação fraca e inconsistente das leis e regulamentações do comércio, e a falta de uma infraestrutura legal regrada. A Warner Bros, por exemplo, retirou-se de seus negócios na China devido a uma regulamentação que requer que investidores chineses controlem pelo menos 51% das instalações na China ou pelo menos sejam parte fundamental num empreendimento em conjunto estrangeiro.
O fluxo inverso também acontece; os investimentos estrangeiros diretos chineses agora fazem parte do processo de globalização chinês, cujas empresas chinesas buscam realizar investimentos tanto em países desenvolvidos quanto em países em desenvolvimento.